# Black (boek)
Black is een boek van Dirk Bracke over jeugdbendes in Brussel. Het werd uitgegeven in 2006 door het Davidsfonds. In 2007 werd het boek genomineerd voor de Boekenleeuw. In 2008 kwam er een vervolg uit met als titel Back. Beide boeken zijn in 2015 verfilmd tot Black.

## Inhoud
Op een dag komt een meisje met een zwarte huidskleur, Marie-Evelyne, 15 jaar oud, in een metrostation haar neef tegen in het gezelschap van een bende. Ze wisselen nummers uit en na een tijd hoort Marie-Evelyne ook bij de bende. Hier krijgt ze zoals alle bendeleden een bijnaam, Mavela is haar bijnaam, een afkorting van haar naam.

Als Mavela op een dag door de politie wordt opgepakt omdat ze niet op school zat, komt ze een jongen tegen, Marwan, die tot de 1080 'ers behoort. Het is meteen grote liefde. Als Marwan na een nachtje in de cel terug vrijkomt, gaat hij op zoek naar Mavela. Na een tijdje vindt Marwan het gsm-nummer van Mavela. Ze maken een tijdje afspraakjes, maar ze weten allebei dat als hun bendes achter deze relatie komen, ze grote problemen krijgen. Net op de dag dat ze gaan afspreken om weg te vluchten, komen de bendes te weten dat ze een relatie hebben, maar ze ontlopen hun straf niet.